# Manoeuvre-oorlogsvoering
Manoeuvre-oorlogsvoering (in het Engels: manoeuvre/maneuver warfare) of bewegingsoorlog is een tactiek in de oorlogsvoering waarbij beoogd wordt de vijand te verslaan door te manoeuvreren, te bewegen. Sleutel tot succes in deze aanpak is het uit het evenwicht brengen van de vijand. Dit doet men door voordat hij hierop kan reageren een overmacht van troepen te concentreren op zijn zwakke punten; daarna zijn front – als hij dat heeft kunnen vormen – te doorbreken en dan zijn troepen te omvatten en vernietigen. 
De theorie werd voornamelijk in de 19e eeuw verfijnd in Pruisen en wordt dan ook vaak aangeduid met het Duitse origineel: Bewegungskrieg. De meest extreme vorm van bewegingsoorlog, de Blitzkrieg, behelst dat men de vijand al door het bewegen zelf verslaat: zijn operationeel handelen raakt dan zo overbelast door de snelle vijandelijke opmars over de volle diepte van zijn gebied dat zijn verdediging volledig ineenstort, zonder dat het tot een afsluitende vernietigingsslag (Kesselschlacht) hoeft te komen.
Het tegenovergestelde van manoeuvre-oorlogsvoering is uitputtingsoorlogsvoering, waarbij beide partijen als dommekrachten op elkaar inbeuken tot er eentje neervalt.
Concrete voorbeelden van oorlogsvoering bevinden zich ergens tussen deze beide theoretische uitersten.
Voor een optimale toepassing van de tactiek van de bewegingsoorlog is een verrassingsaanval erg nuttig, maar de verrassing is niet wezenlijk voor het concept: ook al zou de vijand exact weten wat men van plan is, kan hij in beginsel door een bewegingsoorlog verslagen worden.
Op het lagere operationele niveau houdt de bewegingsoorlog in dat men directe confrontaties met de vijand vermijdt en hem door te manoeuvreren op het verkeerde been zet. Grote snelheid van beslissing, bevelsoverdracht en uitvoering kunnen dan een beslissend voordeel opleveren.
De bewegingsoorlog is geen wondermiddel voor alle kwalen en garandeert geen overwinning. Bepaalde soorten terrein zijn er ongeschikt voor en vaak zal de plaatselijke geografie het onmogelijk maken de vijand te omzeilen. Juist de voor de vijand meest belastende vorm: die waarin men oprukt zonder te consolideren, is het meest riskant. De vooruitgeschoven eenheden raken oververmoeid en verspreid, hun brandstof en munitie raakt op en kan steeds moeilijker aangevuld worden doordat de hoeveelheid aanvoer omgekeerd evenredig is aan de lengte van de aanvoerlijnen. Hun open flanken maken het eenvoudig ze af te snijden en omdat ze zich niet ingegraven hebben zijn ze kwetsbaar voor een tegenaanval van verse vijandelijke reserves – als ze al zelf niet in een hinderlaag lopen. Een bewegingsoorlog kan dus effectief bestreden worden door een mobiele verdediging, die zelf ook een vorm van bewegingsoorlog is. Als de tegenstanders aan elkaar gewaagd zijn, zal het leger dat als eerste beweegt verliezen. Zo leidt de leer van de bewegingsoorlog in de praktijk tot langdurige stagnatie op het slagveld: men wil er eerst zeker van zijn dat men een overmacht heeft of een superieure strategie (plan) voordat men het aandurft de eerste zet te doen.
Hier is een kleine selectie van generaals die de geschiedenis zijn ingegaan als experts in manoeuvre-oorlogsvoering:
- Hannibal bijvoorbeeld in de Slag bij Cannae
- Julius Caesar bijvoorbeeld in de Slag bij Pharsalus
- Napoleon Bonaparte bijvoorbeeld in de Slag bij Austerlitz
- Robert E. Lee
- Nathan Bedford Forrest
- Erwin Rommel bijvoorbeeld in de Slag bij Gazala
- George Patton.
- Ulysses S. Grant bijvoorbeeld in het Beleg van Vicksburg